# 2042
Năm 2042 (số La Mã: MMXLII). Trong lịch Gregory, nó sẽ là năm thứ 2042 của Công nguyên hay của Anno Domini; năm thứ 42 của thiên niên kỷ 3 và của thế kỷ 21; và năm thứ ba của thập niên 2040.